# Laura Vicuña

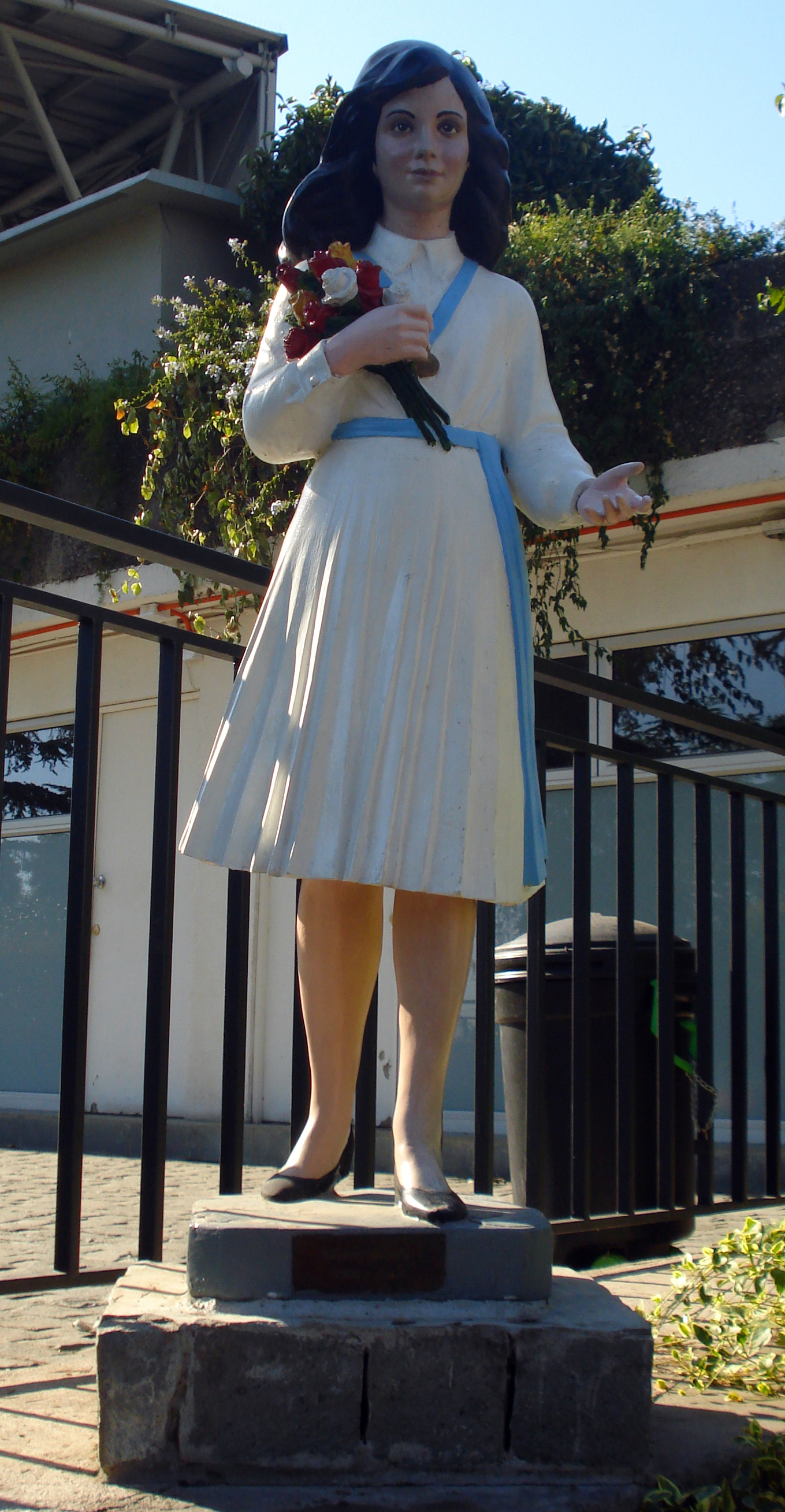
Figura bł. Laury przed sanktuarium na wzgórzu San Cristobal w Santiago.

Laura Vicuña, właśc. Laura del Carmen Vicuña Pino (ur. 5 kwietnia 1891 w Santiago w Chile, zm. 22 stycznia 1904 w Junín de los Andes w Argentynie) – błogosławiona Kościoła katolickiego.
Patronka rozbitych rodzin i skłóconych małżeństw.

## Życiorys

### Wczesne dzieciństwo
Urodziła się jako pierwsze z dwojga dzieci Józefa Dominika Vicuña, zawodowego oficera i Mercedes Pino, krawcowej. 24 maja przyjęła chrzest. Po śmierci ojca, rodzina przeprowadziła się do Las Lajas w Argentynie. Tam Mercedes związała się z Manuelem Morą, właścicielem hacjendy.
Matka wychowywała dzieci w wierze katolickiej. W 1901, za radą księdza, wysłała obydwie córki do kolegium salezjanek w Junín de los Andes w Patagonii. Tam Laura przygotowywała się do przyjęcia Pierwszej Komunii Świętej. 8 grudnia 1901 została członkiem Stowarzyszenia Córek Maryi Wspomożycielki Wiernych.
Po otrzymaniu sakramentu bierzmowania w 1902, prosiła o przyjęcie do postulatu sióstr salezjanek. Jej prośba nie została pozytywnie rozpatrzona. Wówczas złożyła prywatne śluby czystości, ubóstwa i posłuszeństwa.
Według świadków podejmowała różne umartwienia. Z ich przekazów wynika również, iż ofiarowała modlitwy i cierpienia za nawrócenie matki.

### Sytuacja w domu rodzinnym
Gdy przyjechała do domu na wakacyjny urlop, stała się przedmiotem pożądania konkubenta jej matki. Ponieważ nie chciała mu ulec, została brutalnie pobita. Te wydarzenia były powodem natychmiastowego powrotu do internatu sióstr.

### Choroba i śmierć
Zdrowie Laury zaczęło się pogarszać. Zmarła 22 stycznia 1904 w wieku prawie trzynastu lat w Junín de los Andes.
Kilka godzin przed śmiercią powiedziała matce o swojej duchowej oblacji i zaistniałym konflikcie między Manuelem Morą. Ta zaś przyrzekła zmianę postępowania.
Na grobie Laury widnieje napis:

Życie jej było poematem czystości, miłości i ofiary wobec matki.

## Kult
W 1986 rozpoczął się proces beatyfikacyjny Laury. 3 września 1988 papież Jan Paweł II ogłosił ją błogosławioną.
Jest patronką rozbitych rodzin. W Polsce patronuje salezjańskim szkołom m.in. w Bydgoszczy i Krakowie.
Jej wspomnienie liturgiczne w Kościele katolickim obchodzone jest w dies natalis.